# Cressa (Piemont)

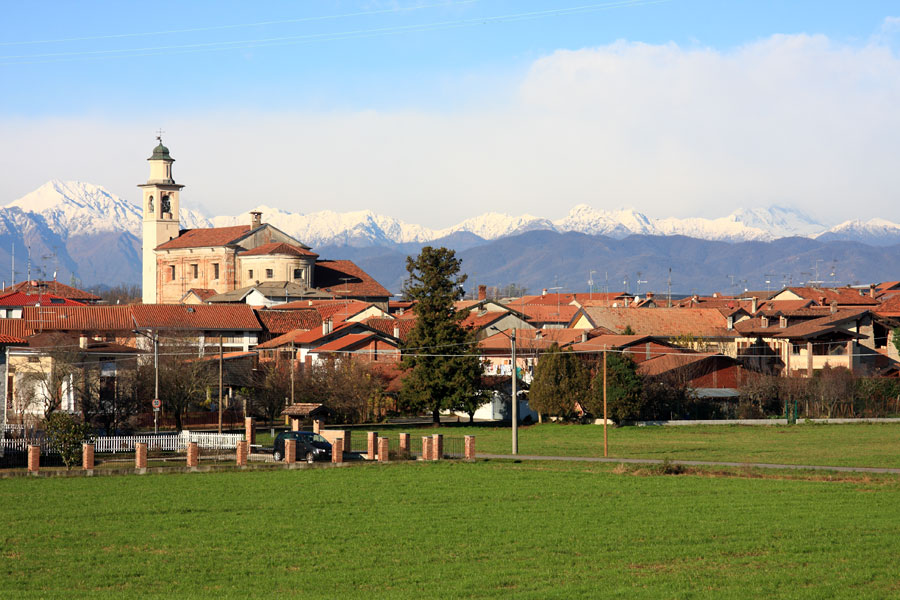

Cressa (piemontesisch Creussa, lombardisch Crössa) ist eine Gemeinde mit 1563 Einwohnern (Stand 31. Dezember 2023) in der italienischen Provinz Novara (NO), Region Piemont.
Die Nachbargemeinden sind Bogogno, Borgomanero, Fontaneto d’Agogna und Suno. Der Schutzheilige des Ortes ist San Prospero.

## Geographie
Der Ort liegt auf einer Höhe von 267 m über dem Meeresspiegel. Das Gemeindegebiet umfasst eine Fläche von 7 km².